# Гендерна сенсибілізація

Гендерні символи: червоний ―дзеркало Венери, синій ― спис Марса.

Гендерна сенситизація (англ. Gender sensitization) ― зміна поведінки на інклюзивнішу шляхом підвищення обізнаності щодо проблем гендерної рівності. Цього можна досягти, проводячи освітні кампанії з підвищення рівня гендерної чутливості, навчальні кемпи, семінари, програми тощо. Сенсибілізація у сфері гуманітарних та суспільних наук розглядається як поінформованість, схильність або спрямованість на зміну поведінки щодо певних питань. Гендерна сенсибілізація може розглядатися як «усвідомлена схильність до поведінки, чутливої до гендерної справедливості та питань гендерної рівності». 
Це взаємопов’язано з розширенням ґендерних можливостей. Теорії гендерної сенсибілізації стверджують, що модифікація поведінки вчителів(-ок) та батьків щодо дітей що може мати причинний вплив на гендерну рівність. 
Гендерна сенсибілізація «полягає у зміні поведінки та прищепленні емпатії у поглядах, яких ми дотримуємось щодо своєї та інших статей». Це допомагає людям у вивченні їхніх особистих поглядів і переконань та ставленні під сумнів реалій, які вони думали, що знають.